# Bir El Arch
Bir El Arch (em árabe: بئر العرش) é uma comuna localizada na província de Sétif, Argélia. Sua população estimada em 2008 era de 24 995 habitantes.